# Harvey Guillén

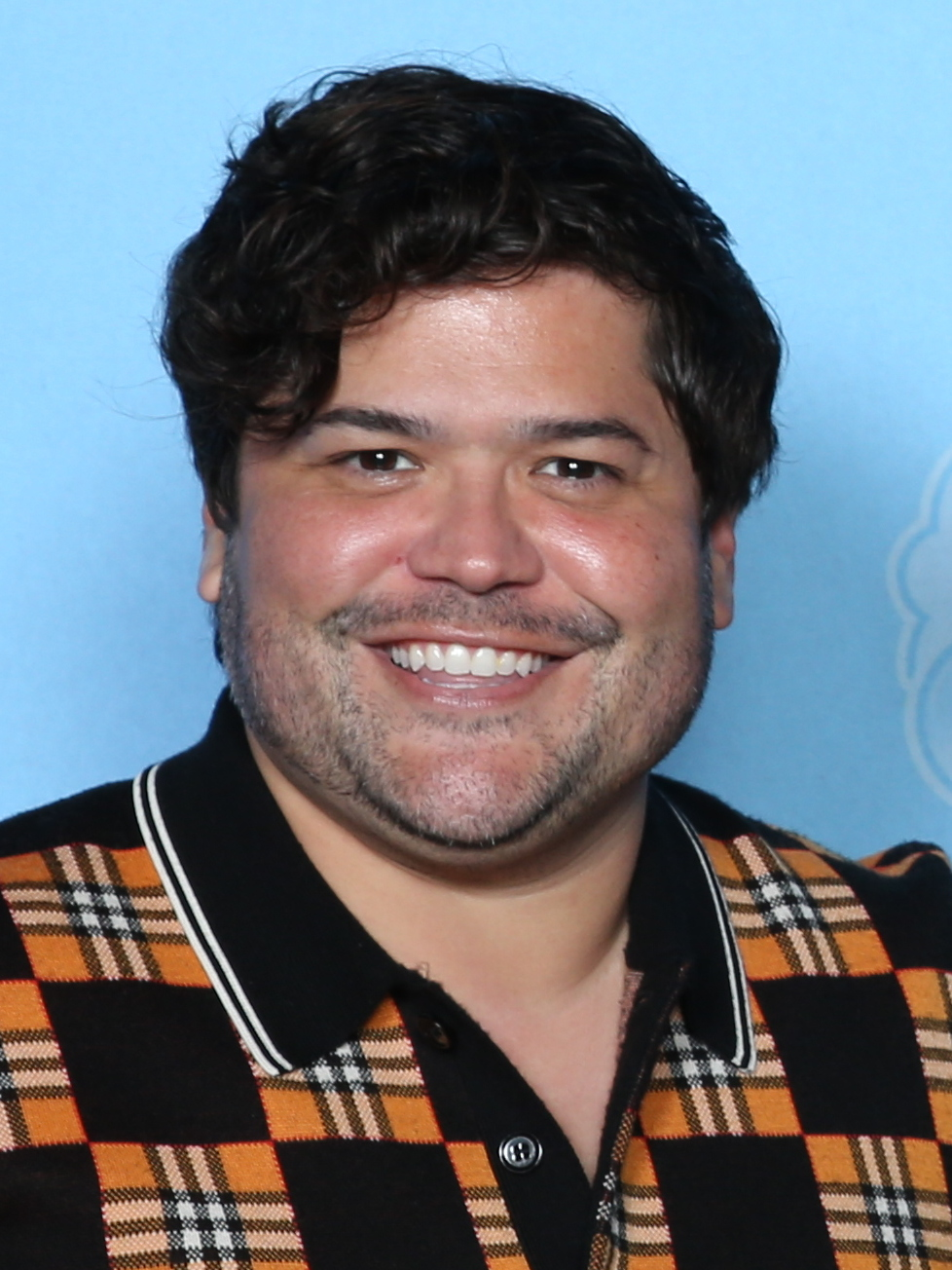
Harvey Guillén (2022)

Harvey Guillén, eigentlich Javier Guillén (* 3. Mai 1990 in Orange County), ist ein US-amerikanischer Schauspieler.

## Leben und Karriere
Guillén wurde in Kalifornien als Sohn mexikanischer Gastarbeiter geboren. Er wuchs in verschiedenen kalifornischen Städten auf. In der englischsprachigen Umgebung, in der er aufwuchs, konnten die Lehrer den spanischen Vornamen Javier nicht aussprechen, weshalb er fortan Harvey genannt wurde. Sein Interesse an der Schauspielerei entstand bereits in jungen Jahren und für seinen ersten Schauspielunterricht im Rahmen eines von der Young Men’s Christian Association angebotenen mehrtägigen Kurses sammelte er die erforderlichen 12,50 US-Dollar in Form von Dosenpfand nach der Schule selbst.
Seit 2008 war er in mehr als 40 Film- und Fernsehproduktionen sowie mehreren Kurzfilmen zu sehen. Wiederkehrende Serienrollen hatte er als Alistair Delgado in Huge (2010), Cousin Blobbin in Die Thundermans (2013–2018), George Reyes in Eye Candy (2015), Benedict Pickwick in The Magicians (2017–2018) und Guillermo in What We Do in the Shadows (seit 2019).

## Filmografie (Auswahl)
- 2010: Huge
- 2012: General Education
- 2013: Prakti.com
- 2013: Big Gay Love
- 2013: Chocolate Milk
- 2013–18: Die Thundermans
- 2015: Eye Candy
- 2017: Cock N’ Bull 2
- 2017: Thurth or Dare
- 2017–18: The Magicians
- 2018: Status Update
- 2019–24: What We Do in the Shadows (Fernsehserie)
- 2021: Werewolves Within
- 2022: Reacher (Fernsehserie)
- 2022: Der gestiefelte Kater: Der letzte Wunsch (Puss in Boots: The Last Wish, Stimme)
- seit 2022: Harley Quinn (Fernsehserie, Stimme)
- 2023: Blue Beetle
- 2023: Wish (Stimme)
- 2024: The Life of Chuck
- 2024: Garfield – Eine extra Portion Abenteuer (The Garfield Movie, Stimme)
- 2025: Companion – Die perfekte Begleitung (Companion)